# Jean-Claude Lefebvre (basket-ball)
Pour les articles homonymes, voir Jean-Claude Lefebvre et Lefebvre.
Jean-Claude Lefebvre né le 14 juin 1937 à Épiais-lès-Louvres (Val-d'Oise) et mort dans le même village le 13 août 1999 est un joueur de basket-ball français.

## Biographie
Ayant très tôt un attrait pour les sports, Jean-Claude Lefebvre se dirige vers l'athlétisme devant le peu d'entrain de ses parents devant ses préférences, boxe et cyclisme, malgré l'appui de Francis Pélissier qui lui propose un vélo adapté à sa grande taille et des photographies publicitaire pour ses cycles.
Pratiquant le lancer du poids au CA Montreuil puis au Stade français, c'est grâce à une blessure, en jouant avec des amis pendant ses vacances, que le docteur Andrivet à l'INSEP prévient Robert Busnel de l'existence d'un jeune homme de très grande taille (2,18 m). L'entraîneur de l'équipe de France voit en lui le futur pivot de l'équipe de France. Il lui enseigne le basket-ball : malgré un âge élevé pour débuter dans un tel sport, 18 ans, Lefebvre ne manque pas de volonté et progresse rapidement.
En 1957, Busnel qui a laissé son poste d'entraîneur national à André Buffière, parvient à convaincre celui-ci de sélectionner Jean-Claude Lefebvre pour le championnat d'Europe 1957, compétition où la France termine à la huitième place. Busnel a également trouvé un club à son protégé, Roanne, où il poursuit son apprentissage sous la férule d'André Vacheresse.
Repéré par un Américain, Jim McGregor, lors d'un tournoi aux Pays-Bas, Lefebvre se voit proposer l'opportunité de rejoindre la NCAA. Convaincu par Busnel, il rejoint les Gonzaga Bulldogs de l'université de Gonzaga. Bien que ne parlant pas anglais à son arrivée, le Français reprend ses études. Sa taille est non seulement un élément sur lequel son université communique pour favoriser les recettes. Sur le plan sportif, il réalise la deuxième meilleure performance individuelle de l'université en février 1958 avec 50 points - 20 paniers et 10 lancer francs.
Il ne termine pas son cursus dans l'université américaine, victime d'une maladie qui le tient alité pendant trois mois et loin des terrains pendant un an.
Cela ne l'empêche pas de devenir le premier Français à être sélectionné par une équipe de la NBA : 64e choix en 1960 par les Minneapolis Lakers, séduit par sa grande taille. Cependant, il ne jouera jamais pour la franchise du Minnesota. Il a 57 sélections en équipe de France. Ses deux dernières compétitions sous le maillot bleu sont le championnat du monde, terminé à la cinquième place, puis le championnat d'Europe disputé la même année en Pologne, où la France termine treizième. Durant le mondial de 1963 disputé au Brésil, Lefebvre marque 21 puis 22 points lors des deux rencontres opposant les Français aux Soviétiques. Les années précédentes, il avait remporté une médaille de bronze lors du championnat d'Europe 1959.